# Berlin-Tiergarten
Berlin-Tiergarten este un cartier amplasat în sectorul Berlin Centru. Cartierul a luat naștere în anul 2001 prin împărțirea cartierului vechi Tiergarten. Cartierul este mărginit la nord de Spree la nord vest de cartierul Hansa și la vest de Berlin-Charlottenburg. La sud se află Berlin-Schöneberg iar la sud-est Berlin-Kreuzberg. O mare parte a cartierului este ocupată de un parc ce poartă același nume și tot aici se află Clădirea Reichstag. Printre școli mai importante se pot aminti „Canisius-Kollegium” un gimnaziu catolic și Gimnaziul francez unde se predă în limba franceză.

## Consulate străine din cartier
Austria, Egipt, Bahrein, Bolivia, Danemarca, El Salvador, Estonia, Finlanda, Guatemala, India, Islanda, Italia, Japonia, Columbia, Luxemburg, Malaysia, Malta, Mauritius, Mexic, Namibia, Nicaragua, Norvegia, Suedia, Elveția, Spania, Africa de Sud, Coreea de Sud, Siria, Emiratele Arabe Unite; Barbados, Monaco